# Свинецлитий
Свинецли́тий — бинарное неорганическое соединение, интерметаллид
свинца и лития
с формулой LiPb,
кристаллы.

## Получение
- Сплавление стехиометрических количеств чистых веществ:

{\displaystyle {\mathsf {Pb+Li\ {\xrightarrow {482^{o}C}}\ LiPb}}}

## Физические свойства
Свинецлитий образует кристаллы
тригональной сингонии, пространственная группа R 3m, параметры ячейки a = 0,3542 нм, α = 89,5°, Z = 1
(или гексагональной сингонии, параметры ячейки a = 0,4987 нм, c = 0,6188 нм, Z = 2,
структура типа индийртути HgIn)
.
Соединение имеет область гомогенности 47÷50 ат.% свинца.
При температуре 186—214 °C (в зависимости от состава) происходит переход в фазу
кубической сингонии, пространственная группа P m3m, параметры ячейки a = 0,3563 нм, Z = 1,
структура типа хлорида цезия CsCl
Соединение конгруэнтно плавится при температуре 482 °C.